# Theodoor de Meester
Theodoor Herman (Theo) de Meester (Buitenzorg, 26 juni 1926 - Middelburg, 2 december 2019) was een Nederlands  politicus van de VVD.
Hij werd geboren als zoon van Jan Balthazar de Meester (1892-1971), destijds adjudant van de gouverneur-generaal van Nederlands-Indië en later schout-bij-nacht b.d., en Anna Eliza Lieftinck (1897-1953). Zelf zat hij aan het begin van zijn loopbaan ook bij de Koninklijke Marine. Hij was luitenant-ter-zee eerste klasse voor hij in oktober 1959 benoemd werd tot burgemeester van Westkapelle. In september 1966 volgde zijn benoeming tot burgemeester van Markelo en van maart 1971 tot zijn vervroegde pensionering in 1986 was De Meester burgemeester van Zierikzee. Eind 2019 overleed hij op 93-jarige leeftijd.